# Aeneas Sylvius von Caprara
Aeneas Sylvius von Caprara (olaszul: Enea Silvio de Caprara, egyéb írásmódokkal Äneas Sylvius (de) Caprara; (Bologna, 1631. – Bécs, 1701. február 3.) olasz gróf, Német-római Birodalomi tábornagy a Habsburg Birodalom szolgálatában. Harcolt a pfalzi örökösödési háborúban és részt vett a török kiűzésében.

## Pályafutása
Bolognai arisztokrata családból származott, apja Niccolò Caprara szenátor volt, Pantano grófja. Rokonának, Raimondo Montecuccoli gróf tábornagynak ösztönzésére és támogatásával már fiatal korában belépett a német-római császári haderőbe. Montecuccoli kísérőjeként az ifjú Caprara az 1650-1660-as években részt vett a tábornagy hadjárataiban, melyeket a rajnai fronton a franciák és Magyarországon a törökök ellen vezetett.
1674-ben francia–holland háború idején, amikor a császár megkötötte a négyes szövetséget és összbirodalmi háborút hirdetett XIV. Lajos ellen, Montecuccoli hadserege állította meg az Elzászba és Pfalzba betörő franciákat. Caprara megkapta első önálló parancsnoki megbízatását: egy lovas hadtestet irányított a Rajnánál. Részt vett a sinsheimi csatában (június 16-án) és az enzheimi csatában (október 4-én). Egészen 1678-ig, a háború végéig a rajnai fronton harcolt.
1683-ban Bécs második török ostroma idején a Habsburg-haderő lovasságának parancsnokaként Felső-Magyarországon harcolt Thököly Imre felkelői ellen. Bécs felmentésekor, a kahlenbergi csata során csapataival felszámolta a Nußdorfban (ma Bécs 19. kerülete) erősen elsáncolt állásokban szívósan védekező törököket.
Az 1684-es osztrák hadjáratban, a Buda ostromára felvonuló császári haderőben Caprara tábornagyi rangban a császári lovasság parancsnokaként ténykedett, Bajor Miksa választófejedelem ostromló csapatait fedezte a török lovasság támadásaitól. 
1685. augusztus 19-én csapatai élén megostromolta és rohammal bevette Érsekújvárt (német nevén Neuhäuselt). A vár elvesztéséért Sejtán Ibrahim pasát, a magyarországi szeraszkert (fővezért) a szultán az év végén halálra ítélte és megfojtatta. Thököly bukása után Caprara tábornagy erősen támogatta Esterházy nádor azon törekvését, hogy a Lipóthoz tömegesen átpártoló kurucokat állandó császári ezredekbe sorozzák be, rendes fizetéssel (ez azonban nem történt meg). Az 1686-os hadjáratban Caprara Erdély határáig nyomult előre. 1688-ban elfoglalta a délvidéki Titelt.
1691-ben Caprara ismét a rajnai fronton harcolt, a pfalzi örökösödési háború harmadik hadjáratában. 1692-ben a tábornagy csapatai II. Viktor Amadé savoyai herceggel szövetségben betörtek Franciaországba és elfoglalták Dauphiné tartományt, de a következő évben, 1693-ban a La Marsaglia-i csatában súlyos vereséget szenvedtek a franciáktól, akik elfoglalták Piemontot, erre Savoya hercege különbékét kötött XIV. Lajossal.
Az 1694-es dél-magyarországi hadjáratban a török ellen vonuló fősereg parancsnokává az ekkor már idős és beteges Caprara tábornagyot nevezték ki, Charles Eugène de Croÿ herceg helyére. Erélytelen hadvezetése miatt a dúló tatár hadak Nagyváradig és Debrecenig hatolhattak. Ellenfele a harcias tripoliszi Ali pasa nagyvezír volt, az eredménytelenség miatt leváltott Büklü Musztafa pasa utódja. 
Szeptember elején a nagyvezír nagy erőkkel ostrom alá fogta Pétervárad erődjét, amelynek védelmét Caprara tábornagy irányította. Hosszas, eredménytelen csatározások után a védők egy nagyobb támadó tatár csapatot megsemmisítettek. Október elején a törökök elvonultak Pétervárad alól, de Caprara azonban elmulasztotta üldözésüket, a hadjáratot gyakorlatilag eredmény nélkül fejezte be.
1695-ben Lipót császár a becsvágyó, de tapasztalatlan I. Frigyes Ágost szász fejedelmet nevezte ki fővezérré, mellé tanácsadónak az idős Caprara tábornagyot rendelte. Az egymással együttműködni nem tudó parancsnokok hibás döntései nyomán a Maros völgyét biztosító erdélyi hadtestet magára hagyták az előrenyomuló török főerővel szemben. Szeptember 21-én a lugosi csatában a hadtestet tönkreverték, a parancsnok, Veterani tábornok elesett, az egész hadjárat eredménytelenül zárult.
1696-ban Caprarát ismét Frigyes Ágost fővezér mellé rendelték tanácsadónak. Temesvárt vették ostrom alá, de megérkezett a török felmentő sereg. Az ostromot félbehagyták, az augusztus 26-án megvívott hetényi csata után a mindkét hadsereg visszavonult, Temesvár török kézen maradt.
Az idős tábornagy 44 hadjáratot harcolt végig, utána az Udvari Haditanács alelnökévé nevezték ki, itt állandó konfliktusban állt régi ellenlábasával, Savoyai Jenő herceggel. Gúnyolódó és összeférhetetlen természete miatt a kortársai körében általános ellenszenv övezte, tábornoktársai is kerülték társaságát. Bécsben hunyt el 1701. február 3-án.